# Eupithecia consortaria
Eupithecia consortaria là một loài bướm đêm trong họ Geometridae.